# Interlands Saarlands voetbalelftal 1950-1956
Deze pagina toont een chronologisch en gedetailleerd overzicht van de interlands die het Saarlands voetbalelftal heeft gespeeld in de periode 1950 – 1956.

## Interlands

### 1950
|                                                            |                                                                |       |                                      |                                                                                       |
| 22 november Vriendschappelijk № 1 «onderlinge duels» 14:30 | Saarland                                                       | 5 – 3 | Zwitserland                          | Stadion Kieselhumes, Saarbrücken Toeschouwers: 16.000 Scheidsrechter: Léon Boës (FRA) |
| 22 november Vriendschappelijk № 1 «onderlinge duels» 14:30 | Karl Berg 3' Erich Leibenguth 11', 75' Herbert Martin 14', 65' |       | 51', 57' Albert Stoll 71' Josef Hügi | Stadion Kieselhumes, Saarbrücken Toeschouwers: 16.000 Scheidsrechter: Léon Boës (FRA) |

### 1951
|                              |                                               |       |            |                                                                                            |
| 27 mei Vriendschappelijk № 2 | Saarland                                      | 3 – 2 | Oostenrijk | Ludwigsparkstadion, Saarbrücken Toeschouwers: 15.000 Scheidsrechter: Laurent Franken (BEL) |
| 27 mei Vriendschappelijk № 2 | Herbert Binkert 14' Erich Leibenguth 33', 42' |       | ?          | Ludwigsparkstadion, Saarbrücken Toeschouwers: 15.000 Scheidsrechter: Laurent Franken (BEL) |

|                                                       |             |       |                                                                                           |                                                                                  |
| 15 september Vriendschappelijk № 3 «onderlinge duels» | Zwitserland | 2 – 5 | Saarland                                                                                  | Stadion Neufeld, Bern Toeschouwers: 6.500 Scheidsrechter: Giuseppe Carpani (ITA) |
| 15 september Vriendschappelijk № 3 «onderlinge duels» | ?           |       | 31' Herbert Binkert 61' (pen.) Erich Leibenguth 62', 85' Herbert Martin 89' Gerhard Siedl | Stadion Neufeld, Bern Toeschouwers: 6.500 Scheidsrechter: Giuseppe Carpani (ITA) |

|                                                    |            |       |                   |                                                                                    |
| 14 oktober Vriendschappelijk № 4 15:00 uur (UTC+1) | Oostenrijk | 4 – 1 | Saarland          | Prater-Stadion, Wenen Toeschouwers: 21.000 Scheidsrechter: Miljenko Podubsky (YUG) |
| 14 oktober Vriendschappelijk № 4 15:00 uur (UTC+1) | ?          |       | 56' Gerhard Siedl | Prater-Stadion, Wenen Toeschouwers: 21.000 Scheidsrechter: Miljenko Podubsky (YUG) |

### 1952
|                                                  |          |       |           |                                                                                            |
| 20 april Vriendschappelijk № 5 15:00 uur (UTC+1) | Saarland | 0 – 1 | Frankrijk | Ludwigsparkstadion, Saarbrücken Toeschouwers: 31.200 Scheidsrechter: René Baumberger (SUI) |
| 20 april Vriendschappelijk № 5 15:00 uur (UTC+1) |          | ?     |           | Ludwigsparkstadion, Saarbrücken Toeschouwers: 31.200 Scheidsrechter: René Baumberger (SUI) |

|                                                   |           |       |                                            |                                                                                             |
| 5 oktober Vriendschappelijk № 6 15:00 uur (UTC+1) | Frankrijk | 1 – 3 | Saarland                                   | Stade de la Meinau, Straatsburg Toeschouwers: 21.302 Scheidsrechter: Ernst Dörflinger (SUI) |
| 5 oktober Vriendschappelijk № 6 15:00 uur (UTC+1) | ?         |       | 9', 78' Herbert Binkert 40' Herbert Martin | Stade de la Meinau, Straatsburg Toeschouwers: 21.302 Scheidsrechter: Ernst Dörflinger (SUI) |

### 1953
|                                                                       |                                    |       |                                                       |                                                                                |
| 24 juni WK 1954 kwalificatie № 7 «onderlinge duels» 19:00 uur (UTC+1) | Noorwegen                          | 2 – 3 | Saarland                                              | Bislettstadion, Oslo Toeschouwers: 21.000 Scheidsrechter: Jan Bronkhorst (NED) |
| 24 juni WK 1954 kwalificatie № 7 «onderlinge duels» 19:00 uur (UTC+1) | Gunnar Thoresen 3' Knut Dahlen 15' |       | 16' Herbert Binkert 30' Werner Otto 55' Gerhard Siedl | Bislettstadion, Oslo Toeschouwers: 21.000 Scheidsrechter: Jan Bronkhorst (NED) |

|                                                                          |                                       |       |          |                                                                                        |
| 11 oktober WK 1954 kwalificatie № 8 «onderlinge duels» 15:00 uur (UTC+1) | West-Duitsland                        | 3 – 0 | Saarland | Neckarstadion, Stuttgart Toeschouwers: 48.000 Scheidsrechter: Karel van der Meer (NED) |
| 11 oktober WK 1954 kwalificatie № 8 «onderlinge duels» 15:00 uur (UTC+1) | Max Morlock 13', 50' Horst Schade 70' |       |          | Neckarstadion, Stuttgart Toeschouwers: 48.000 Scheidsrechter: Karel van der Meer (NED) |

|                                                                          |          |       |           |                                                                                     |
| 8 november WK 1954 kwalificatie № 9 «onderlinge duels» 14:30 uur (UTC+1) | Saarland | 0 – 0 | Noorwegen | Ludwigsparkstadion, Saarbrücken Toeschouwers: 42.000 Scheidsrechter: Leo Horn (NED) |
| 8 november WK 1954 kwalificatie № 9 «onderlinge duels» 14:30 uur (UTC+1) |          |       |           | Ludwigsparkstadion, Saarbrücken Toeschouwers: 42.000 Scheidsrechter: Leo Horn (NED) |

### 1954
|                                                                         |                           |       |                                       |                                                                                           |
| 28 maart WK 1954 kwalificatie № 10 «onderlinge duels» 15:00 uur (UTC+1) | Saarland                  | 1 – 3 | West-Duitsland                        | Ludwigsparkstadion, Saarbrücken Toeschouwers: 53.000 Scheidsrechter: Jan Bronkhorst (NED) |
| 28 maart WK 1954 kwalificatie № 10 «onderlinge duels» 15:00 uur (UTC+1) | Herbert Martin 67' (pen.) |       | 37', 51' Max Morlock 83' Hans Schäfer | Ludwigsparkstadion, Saarbrücken Toeschouwers: 53.000 Scheidsrechter: Jan Bronkhorst (NED) |

|                                                  |                           |       |         |                                                                                         |
| 5 juni Vriendschappelijk № 11 «onderlinge duels» | Saarland                  | 1 – 7 | Uruguay | Ludwigsparkstadion, Saarbrücken Toeschouwers: 15.000 Scheidsrechter: Albert Dusch (FRG) |
| 5 juni Vriendschappelijk № 11 «onderlinge duels» | Robert Niederkirchner 23' |       | ?       | Ludwigsparkstadion, Saarbrücken Toeschouwers: 15.000 Scheidsrechter: Albert Dusch (FRG) |

|                                                                          |                  |       |                                                                    |                                                                                         |
| 26 september Vriendschappelijk № 12 «onderlinge duels» 15:30 uur (UTC+1) | Saarland         | 1 – 5 | Joegoslavië                                                        | Ludwigsparkstadion, Saarbrücken Toeschouwers: 16.000 Scheidsrechter: Aloïs Smidts (BEL) |
| 26 september Vriendschappelijk № 12 «onderlinge duels» 15:30 uur (UTC+1) | Werner Emser 17' |       | 5', 71', 84' Bernard Vukas 56' Stjepan Bobek 59' Todor Veselinović | Ludwigsparkstadion, Saarbrücken Toeschouwers: 16.000 Scheidsrechter: Aloïs Smidts (BEL) |

|                                   |           |       |                |                                                                                   |
| 17 oktober Vriendschappelijk № 13 | Frankrijk | 4 – 1 | Saarland       | Stade de Gerland, Lyon Toeschouwers: 15.000 Scheidsrechter: René Baumberger (SUI) |
| 17 oktober Vriendschappelijk № 13 | ?         |       | Fritz Altmeyer | Stade de Gerland, Lyon Toeschouwers: 15.000 Scheidsrechter: René Baumberger (SUI) |

### 1955
|                                                |          |       |                     | |
| 1 mei Vriendschappelijk № 14 16:30 uur (UTC+1) | Portugal | 6 – 1 | Saarland            | Estádio Nacional do Jamor, Oeiras Toeschouwers: 20.000 Scheidsrechter: Rafael Tamarit Falaguera (ESP) |
| 1 mei Vriendschappelijk № 14 16:30 uur (UTC+1) | ?        |       | 27' Herbert Binkert | Estádio Nacional do Jamor, Oeiras Toeschouwers: 20.000 Scheidsrechter: Rafael Tamarit Falaguera (ESP) |

|                                                    |                                                                                      |       |           |                                                                                     |
| 9 oktober Vriendschappelijk № 15 15:00 uur (UTC+1) | Saarland                                                                             | 7 – 5 | Frankrijk | Ludwigsparkstadion, Saarbrücken Toeschouwers: 22.000 Scheidsrechter: Leo Horn (NED) |
| 9 oktober Vriendschappelijk № 15 15:00 uur (UTC+1) | Fritz Altmeyer 17', 42' Heinz Vollmar 22', 33', 58' Peter Momber 23' Pit Krieger 70' |       | ?         | Ludwigsparkstadion, Saarbrücken Toeschouwers: 22.000 Scheidsrechter: Leo Horn (NED) |

|                                                                         |                   |       |                                          |                                                                                              |
| 16 november Vriendschappelijk № 16 «onderlinge duels» 14:30 uur (UTC+1) | Saarland          | 1 – 2 | Nederland                                | Ludwigsparkstadion, Saarbrücken Toeschouwers: 12.000 Scheidsrechter: Lucien Van Nuffel (BEL) |
| 16 november Vriendschappelijk № 16 «onderlinge duels» 14:30 uur (UTC+1) | Ewald Follmann 7' |       | 29' Cor van der Hart 55' Toon Brusselers | Ludwigsparkstadion, Saarbrücken Toeschouwers: 12.000 Scheidsrechter: Lucien Van Nuffel (BEL) |

### 1956
|                                                 |                   |       |                     |                                                                                     |
| 1 mei Vriendschappelijk № 17 «onderlinge duels» | Saarland          | 1 – 1 | Zwitserland         | Ludwigsparkstadion, Saarbrücken Toeschouwers: 20.000 Scheidsrechter: Leo Horn (NED) |
| 1 mei Vriendschappelijk № 17 «onderlinge duels» | Gerhard Siedl 57' |       | 33' Ferdinando Riva | Ludwigsparkstadion, Saarbrücken Toeschouwers: 20.000 Scheidsrechter: Leo Horn (NED) |

|                                |          |       |          |                                                                                           |
| 3 juni Vriendschappelijk № 18' | Saarland | 0 – 0 | Portugal | Stadion Kieselhumes, Saarbrücken Toeschouwers: 12.000 Scheidsrechter: Gérard Versyp (BEL) |
| 3 juni Vriendschappelijk № 18' |          |       |          | Stadion Kieselhumes, Saarbrücken Toeschouwers: 12.000 Scheidsrechter: Gérard Versyp (BEL) |

|                                                                    |                                               |       |                                   |                                                                                      |
| 6 juni Vriendschappelijk № 19 «onderlinge duels» 19:00 uur (UTC+1) | Nederland                                     | 3 – 2 | Saarland                          | Olympisch Stadion, Amsterdam Toeschouwers: 60.000 Scheidsrechter: István Zsolt (HUN) |
| 6 juni Vriendschappelijk № 19 «onderlinge duels» 19:00 uur (UTC+1) | Coy Koopal 6' Abe Lenstra 22' Faas Wilkes 63' |       | 40' Heinz Vollmar 86' Karl Ringel | Olympisch Stadion, Amsterdam Toeschouwers: 60.000 Scheidsrechter: István Zsolt (HUN) |

UEFA: Albanië · België · Bulgarije · Denemarken · West-Duitsland · Duitse Democratische Republiek · Engeland · Finland · Frankrijk · Griekenland · Hongarije · Ierland · IJsland · Italië · Joegoslavië · Kroatië · Luxemburg · Malta · Nederland · Noord-Ierland · Noorwegen · Oostenrijk · Polen · Portugal · Roemenië · Saarland · Schotland · Sovjet-Unie · Spanje · Tsjecho-Slowakije · Turkije · Wales · Zweden · Zwitserland

AFC: Israël
Saarlandse voetbalbond
1950 – 1956
1950 · 
1951 · 
1952 · 
1953 · 
1954 · 
1955 · 
1956
Duitsland ·
Joegoslavië ·
Nederland ·
Noorwegen ·
Uruguay ·
Zwitserland
Waldemar Philippi (18) ·
Herbert Martin (17) ·
Gerhard Siedl (16) ·
Erwin Strempel (14) ·
Herbert Binkert (12) ·
Theo Puff (12) ·
Nikolaus Biewer (11) ·
Kurt Clemens (10) ·
Albert Keck (10) ·
Peter Momber (10) ·
Karl Berg (9) ·
Fritz Altmeyer (6) ·
Jakob Balzert (6) ·
Werner Otto (6) ·
Karl Schirra (6) ·
Gerhard Lauck (5) ·
Erich Leibenguth (5) ·
Peter Krieger (4) ·
Willi Sippel (4) ·
Heinz Vollmar (4) ·
Horst Borcherding (3) ·
Werner Emser (3) ·
Ewald Follman (3) ·
Franz Immig (3) ·
Heinz Schussig (3) ·
Hans Bild (2) ·
Manfred Ebert (2) ·
Helmut Fottner (2) ·
Hermann Monter (2) ·
Karl Ringel (2) ·
Gunter Herrmann (1) ·
Dieter Honnecker (1) ·
Ladislav Jirasek (1) ·
Horst Klauck (1) ·
Karl-Heinz Kunkel (1) ·
Hans Neuerberg (1) ·
Robert Niederkirchner (1) ·
Werner Prauss (1) ·
Walter Riedschy (1) ·
Heinrich Schmidt (1) ·
Erwin Wilhelm (1) ·
Ernst Zägel (1)